# Yanbian Longding
El Yanbian Longding (en chino simplificado, 延边龙鼎足球俱乐部) es un equipo de fútbol de China que juega en la Primera Liga China, la segunda división nacional.

## Historia
Fue fundado en el año 2017 en la ciudad de Longjing en la provincia de Jilin con el nombre Longjing Hailanjiang. Dos años después pasa a llamarse Yanbian Hailanjiang luego de la desaparición del Yanbian Funde. En ese mismo año es campeón de la cuarta división y logra el ascenso a la Segunda Liga China.

## Nombres
- 2017–2018 Longjing Hailanjiang 龙井海兰江
- 2019–2020 Yanbian Hailanjiang 延边海兰江
- 2021- Yanbian Longding 延边龙鼎

## Palmarés
- Liga China de Campeones: 1

2019